# Heterocariose

Heterocarionte na mitose fúngica

Em biologia, um heterocário ou heterocarionte é uma célula multinucleada que contém núcleos geneticamente diferentes. Este é um tipo especial de sincício. Isso pode ocorrer naturalmente, como no micélio de fungos durante a reprodução sexual, ou artificialmente, formado pela fusão experimental de duas células geneticamente diferentes, como por exemplo, na tecnologia de hibridoma.

## Etimologia
O termo heterocariose para a propriedade de ter núcleos geneticamente diferentes é emprestado do termo alemão Heterokaryosis, que foi cunhado pelo botânico alemão Hans Burgeff em um artigo de 1912 sobre seu trabalho com o fungo Phycomyces nitens. É baseado no grego hetero, que significa "diferente", e karyon, que significa "núcleo".